# Khaltmaagiin Battulga
Khaltmaagiin Battulga (Tiếng Mông Cổ: Халтмаагийн Баттулга), sinh ngày 3 tháng 3 năm 1963 là một chính khách Mông Cổ và là cựu Tổng thống Mông Cổ. Ông từng là Ủy viên của Nhà nước Great Khural từ năm 2004 đến năm 2016 và Bộ trưởng Giao thông, Xây dựng và Phát triển Đô thị từ năm 2008 đến năm 2012. Ông là ứng cử viên của Đảng Dân chủ trong cuộc bầu cử tổng thống Mông Cổ năm 2017 và chiến thắng với 50,6% phiếu bầu trước chủ tịch quốc hội Mông Cổ Miyeegombyn Enkhbold.

## Tiểu sử
Battulga là con thứ hai trong gia đình trung lưu ở Mông Cổ. Battulga tốt nghiệp đại học năm 1982. Cha của ông là một huấn luyện viên của đô vật truyền thống của Mông Cổ nên do đó Battulga rất thích đấu vật. Battulga là một thành viên của đội đấu vật Mông Cổ trong năm 1979-1990. Năm 1989, Battulga giành chức vô địch đô vật thế giới tại Ulaanbaatar. Năm 2006, Battulga được bầu làm Chủ tịch Liên đoàn Judo Mông Cổ. Dưới sự lãnh đạo của Battulga tại Liên đoàn Judo, đô vật Mông Cổ đã có Nhà vô địch Olympic lần đầu tiên trong lịch sử. Năm 1990, ông thành lập công ty Genco. Genco đã giành được quyền tư nhân hoá các tài sản nhà nước như khách sạn Bayangol Hotel và nhà máy chế biến thịt Makh-Impex vào năm 1997 và 1999. Trong những năm 1990, Tập đoàn Genco đã bắt đầu hoạt động trong lĩnh vực taxi đầu tiên ở Mông Cổ gọi là City Taxi, cùng với hoạt động kinh doanh cửa hàng bán lẻ dưới tên Sapporo, kinh doanh xổ số, nhà hàng, quán bar và nhà máy Talkh Chikher LLC.

## Hoạt động chính trị
Năm 2004, Battulga đắc cử nghị sĩ Quốc hội đại diện cho tỉnh Bayankhongor. Ông được tái đắc cử vào quốc hội vào năm 2008 và năm 2012.
Trong thời gian làm Bộ trưởng Giao thông, Xây dựng và Phát triển Đô thị, ông Battulga đưa ra Chính sách Nhà nước về Giao thông đường sắt của Mông Cổ ("Chính sách đường sắt") và được Quốc hội thông qua với 84% phiếu tán thành vào ngày 24 tháng 6 năm 2010 để xây dựng cơ sở hạ tầng cơ sở đường sắt dài 5.600 km theo ba giai đoạn tiếp cận nhiều cảng biển ở Trung Quốc và Nga, tạo ra ba hành lang vận chuyển giữa Trung Quốc, Nga và châu Âu.
Ông Battulga là trung gian cho việc ký kết Biên bản hợp tác giữa Chính phủ Mông Cổ và chính phủ Nhật Bản trong chuyến thăm chính thức Mông Cổ của Thủ tướng Nhật Bản Shinzo Abe vào ngày 22 tháng 10 năm 2015. Việc kí kết nhằm mục đích đưa Nhật Bản đầu tư xây dựng cơ sở hạ tầng đường sắt từ mỏ than Tavan Tolgoi đến tuyến đường sắt Sainshand nối liền với mạng lưới đường sắt xuyên Mông Cổ.
Bên cạnh đó, ông Battulga cũng chỉ trích sự phụ thuộc nặng nề vào nền kinh tế của Mông Cổ đối với một số đối tác thương mại như Nhật Bản và Trung Quốc.

### Cách ly vì dịch COVID-19
Ngày 28 tháng 2 năm 2020, sau chuyến công tác từ Trung Quốc trở về, ông Khaltmaagiin và toàn bộ phái đoàn đã phải cách ly y tế để phòng nguy cơ lây lan dịch COVID-19.

## Tranh cử tổng thống
Khaltmaa Battulga là ứng cử viên về nhất sau vòng đầu ngày 26/06. Trong cuộc bầu cử vòng 2, ông đã đánh bại chủ tịch quốc hội  Miyeegombyn Enkhbold vào ngày 7/7/2017. Theo kết quả chính thức, Khaltmaa Battulga giành được 50,6% số phiếu bầu so với đối thủ Miyeegombyn Enkhbold chỉ được 41% số phiếu.